# Стефені Маєр
Сте́фені Ма́єр (англ. Stephenie Meyer; нар. 24 грудня 1973, Гартворд, Коннектикут, США) — американська письменниця, відома завдяки вампірській серії Сутінкова сага («Сутінки», «Молодий місяць», «Затемнення», «Світанок»), та романами «Друге життя Брі Таннер», «Господиня». Продано понад 100 мільйонів її книжок у світі, яких перекладено на 47 мов. За її книжками було знято фільм «Сутінки» (який вийшов на екрани 21 листопада 2008 року і зібрав у світовому прокаті 379 912 947 доларів США), «Молодий місяць», «Затемнення», «Світанок». Фантастичний роман «Господиня» (англ. The host) вийшов українською у 2010 році.
У 2008 році Стефені Маєр було названо «автором року» згідно з американською газетою «USA Today». Вона також є автором найбільш розповсюджуваної книги у 2008 році: розійшлась тиражем понад 22 мільйони протягом 2008 року. «Сутінки» визнано найтиражнішою книгою 2008 року.
Українською книжки Стефені Маєр видає видавництво «Країна мрій» та КСД.

## Біографія
Стефені Маєр народилася в містечку Гартворд у багатодітній сім'ї. Виросла в місті Фінікс штату Аризона, навчалась в Chaparral High School в Скоттсдейлі, штат Аризона, згодом — у Brigham Young University у Прово, штат Юта.
ЇЇ батько є Стівен Морган, мати — Кенді Морган. У неї троє братів (Сет, Джейкобом, Полом) та дві сестри (Емілі та Хейді).
Одружена з 1994 року, зустріла свого чоловіка Крістіана в Аризоні. Зараз у них троє синів: Сет, Гейб та Ілай.

### Роман "Сутінки"
Стефені Маєр розказує, що в неї ідея написання книги виникла 2 липня 2003 року уві сні. Сон був про дівчину і вампіра, який закохався в дівчину, проте жадав випити її кров. На основі цього сну Стефені написала 13 частин своєї книги. Попри те, що у Стефані не було письменницького досвіду, через три місяці вона вже закінчила свою книгу, а написавши її, підписала контракт з видавництвом «Brown and Company» на 750 000 дол. США. Книгу видано в 2005 році.

### Сутінкова сага
Серія романів Стефані Маєр "Сутінкова сага" налічує 5 основних романів, один додатковий ("Друге життя Брі Таннер") та велику кількість різних похідних робіт (роман-комікс, енциклопедія світу тощо):
1. Сутінки (Twilight), 2005
2. Молодий місяць (New moon), 2006
3. Затемнення (Eclipse), 2007
4. Світанок (Breaking Dawn), 2008

- Друге життя Брі Таннер (The Short Second Life of Bree Tanner), 2010

5. Сонце опівночі (Midnight sun), 2020

### Інші книги
- Господиня (The Host), 2008
- Аптекар (The Chemist), 2016

### Переклади українською
- Стефані Маєр. Сутінки. Переклад з англійської: Ольга Федорченко. Київ: Країна Мрій, 2010. 379 стор. ISBN 978-617-538-006-2 (Сутінкова сага); ISBN 978-617-538-032-1 (Світовий бестселер)
  - (комікс) Стефені Маєр. Сутінки: роман у коміксах. Художник: Янґ Кім; переклад з англійської: Ольга Федорченко. Київ: Країна Мрій, 2010. 224 стор. ISBN 978-617-538-044-4
- Стефані Маєр. Молодий місяць. Переклад з англійської: Уляна Григораш. Київ : Країна Мрій, 2009. 412 стор. ISBN 978-617-538-007-9 (Сутінкова сага) ISBN 978-617-538-031-4 (Світовий бестселер)
- Стефані Маєр. Затемнення. Переклад з англійської: О. Рида, К. Плугатир. Київ: Країна Мрій, 2009. 480 стор. ISBN 978-617-538-030-7 (Сутінкова сага); ISBN 978-617-538-029-1 (Світовий бестселер)
- Стефані Маєр. Світанок. Переклад з англійської: Наталя Тисовська. Київ: Країна Мрій, 2009. 592 стор. ISBN 978-966-424-230-8 (Сутінкова сага)
- Стефані Маєр. Друге життя Брі Таннер. Переклад з англійської: Наталя Тисовська. Київ: KM Publishing, 2010. 205 стор. ISBN 978-617-538-037-6
- Стефані Маєр. Господиня. Переклад з англійської: О. Рида, Уляна Григораш. Київ: Країна Мрій, 2011. 590 стор. ISBN 978-617-538-050-5
- Стефані Маєр, Мег Кебот, Кім Харрісон, Лорен Міракл, Мішель Яффе. Пекельні бали (збірка оповідань). Переклад з англійської: Н. Лавська. Київ: КМ, 2011. 253 стор. ISBN 978-617-538-072-7
- Стефані Маєр. Аптекар. Переклад з англійської: Ю. В. Григоренко. Харків: КСД, 2017. 528 стор. ISBN 978-617-12-3912-8